# Omiodes maia
Omiodes maia là một loài bướm đêm thuộc họ Crambidae. Nó là loài đặc hữu của Kauai và Oahu.
Ấu trùng ăn chuối.